# Riegel (Beschlag)
Ein Riegel ist ein zu den Beschlägen gehörendes verschiebbares oder verdrehbares Bauteil, das zusammen mit einem Gegenstück in eine formschlüssige und wieder lösbare Verbindung gebracht werden kann und zum Verriegeln von Türen, Fenstern, Deckeln u. ä. dient. Der Formschluss wirkt quer zur Schiebung oder Drehung des Riegels.
Beim Verriegeln und Verschließen mit Türklinke und Schlüssel werden Riegel nur noch indirekt betätigt und sind keine Beschlagteile mehr, sondern befinden sich innerhalb des (Tür-)Schlosses. Der mit der Türklinke zurückzuziehende Schnappriegel heißt auch Schlossfalle, der mit dem Schlüssel zu betätigende Riegel ist der Schlossriegel.
Bei den in Geräten und Maschinen vorkommenden Gesperren hat der mechanische Sperrer vielfältige Namen, z. B. Klinke (siehe Sperrklinke), aber auch Riegel (in einem Riegelgesperre).

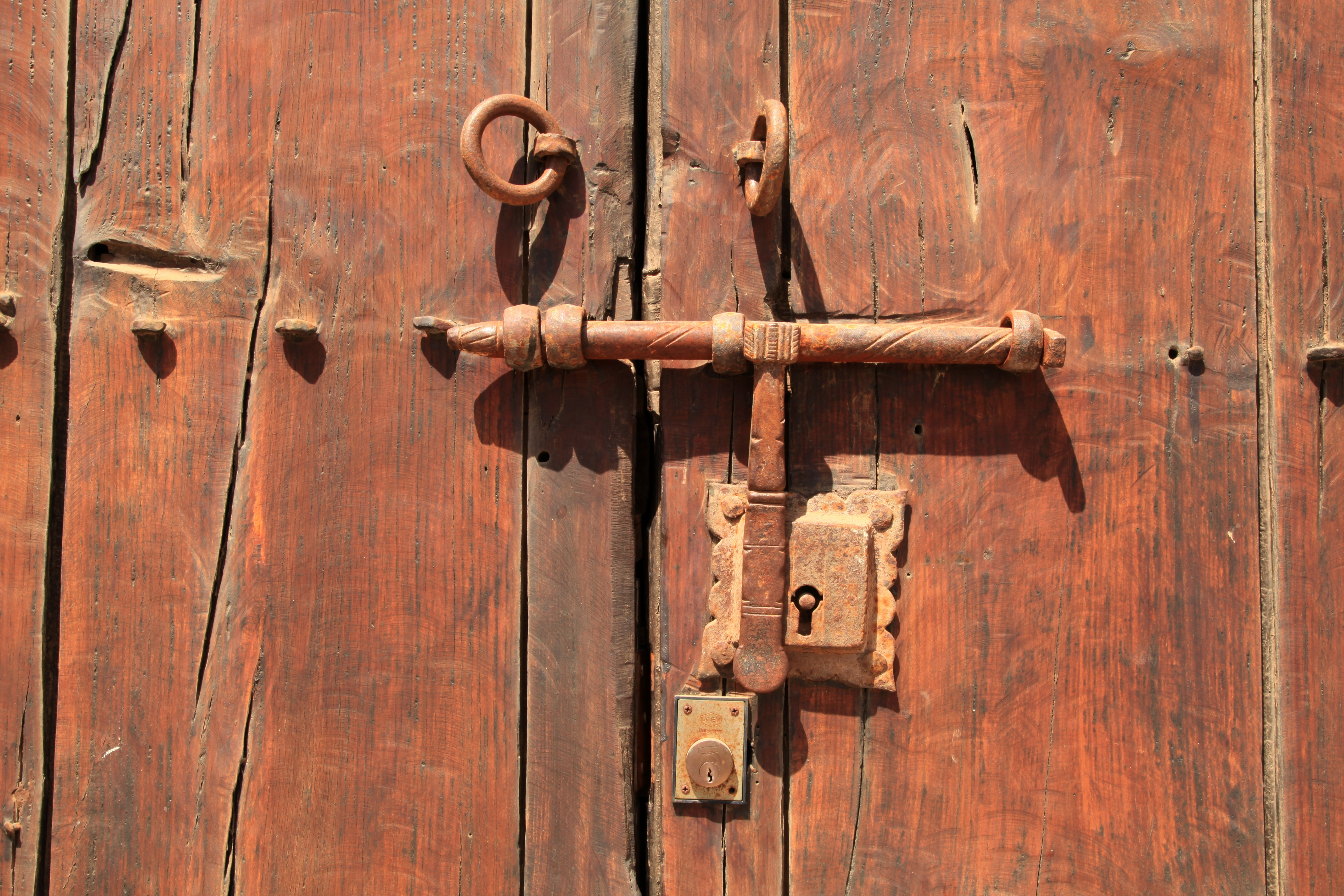
Verschiebbarer Türriegel, geschmiedet
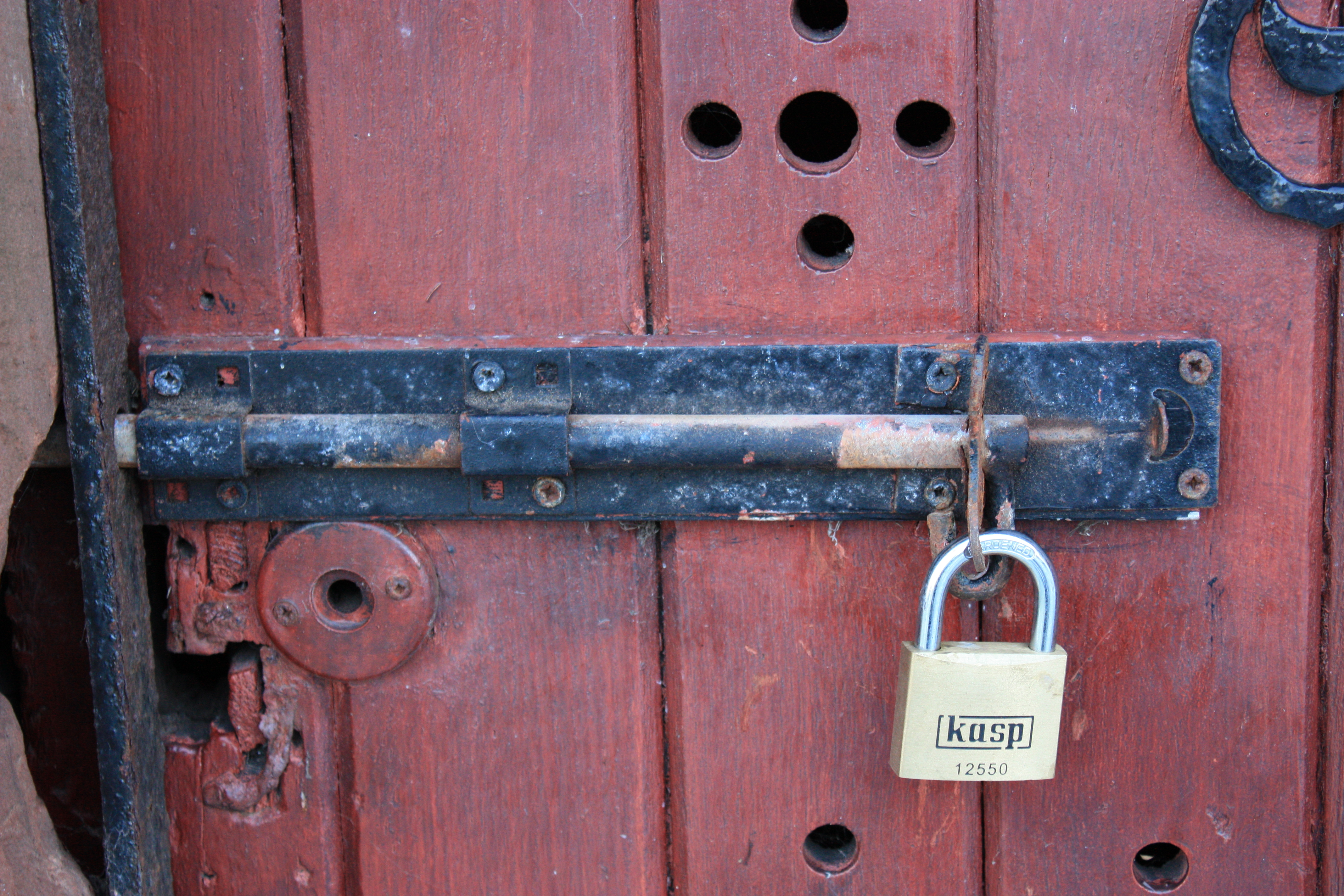
Verschiebbarer Riegel mit Bügelgriff, der auch zum Sperren  dient (z. B. mit Vorhängeschloss verschließbar)
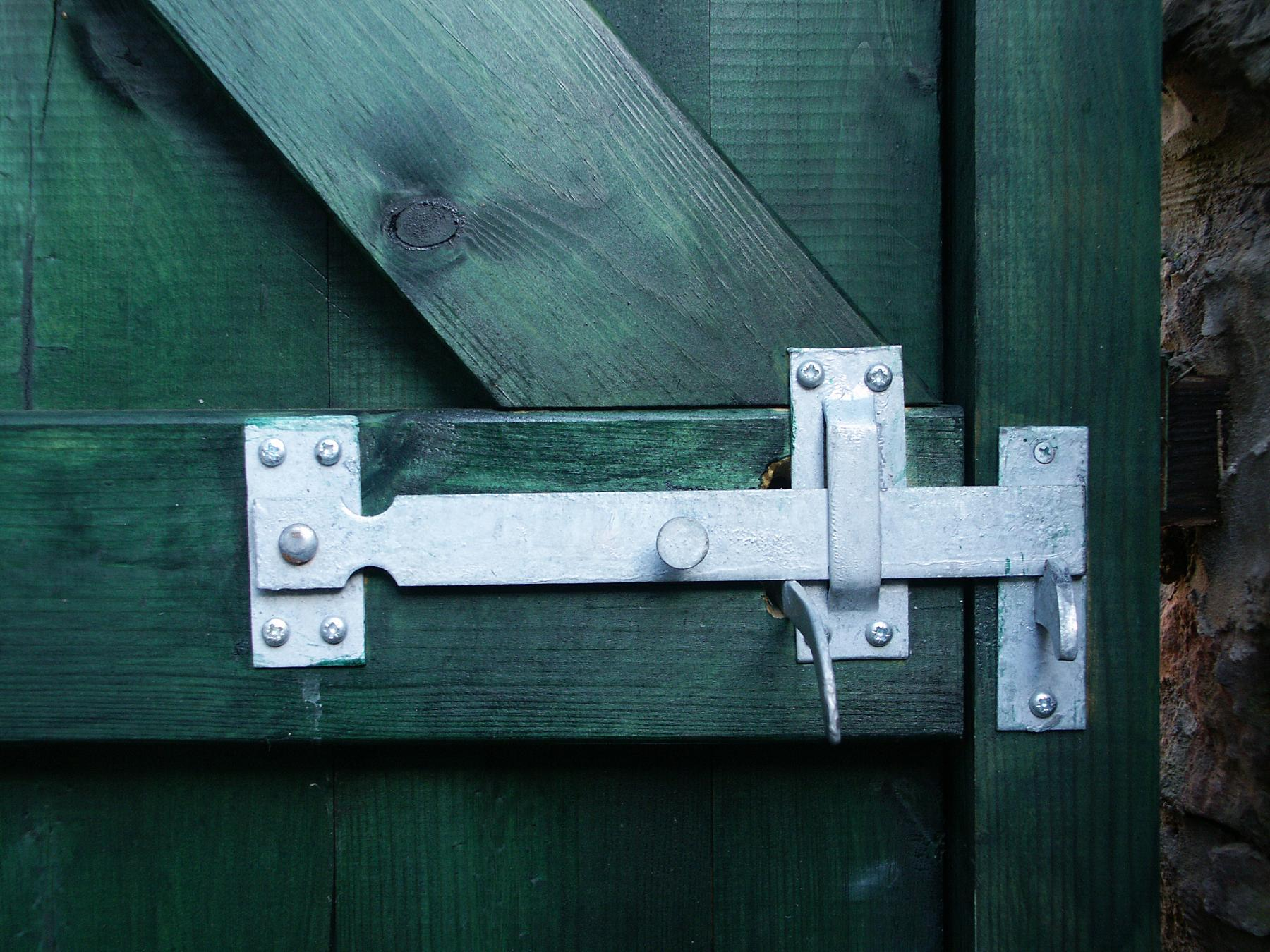
Drehbarer Türriegel (Türfalle)
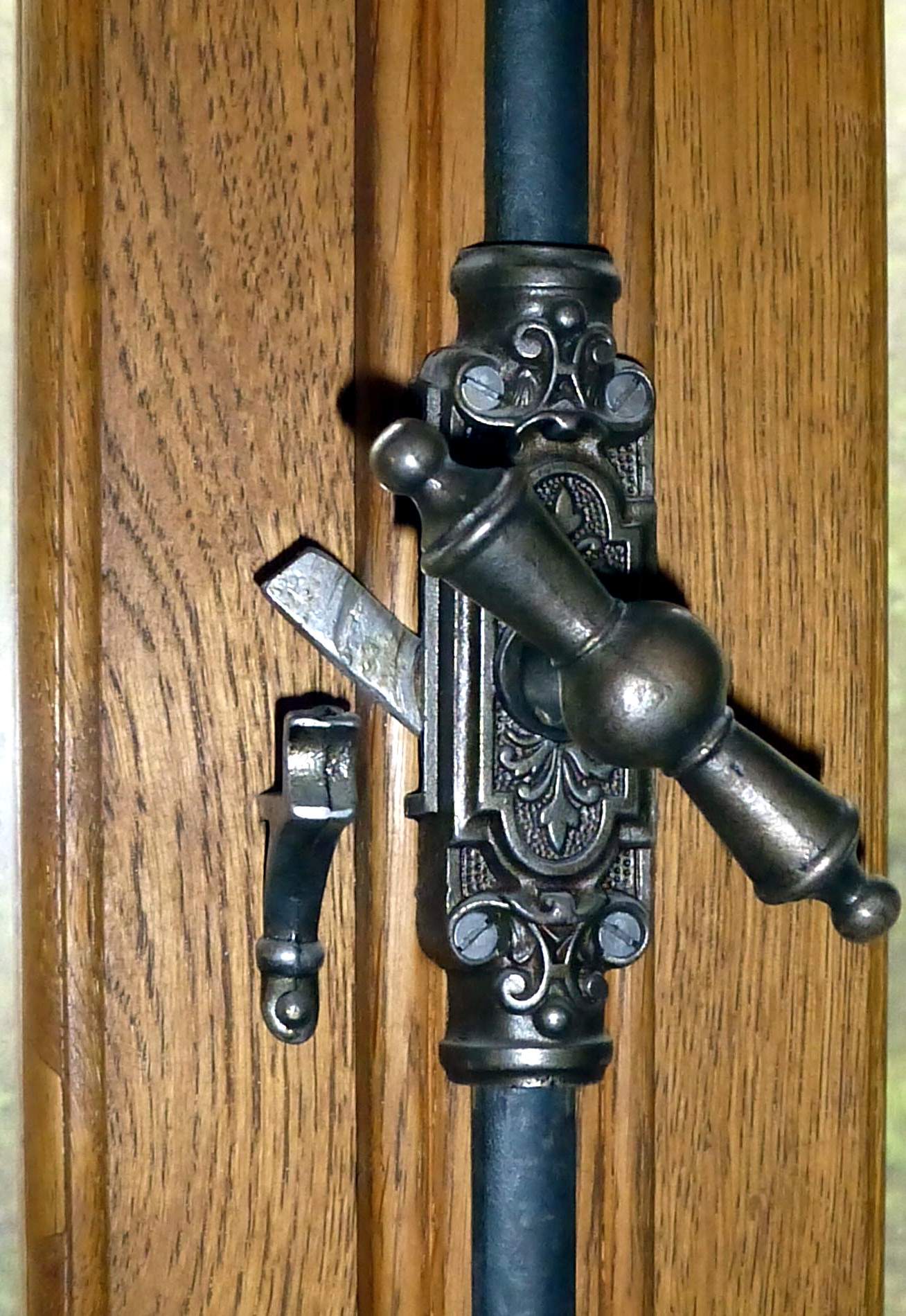
Stangenverriegelung, bestehend aus drehbarem Türriegel und zusätzlichen Stangen-Riegeln